# Athis palatinus
Athis palatinus is een vlinder uit de familie Castniidae. De wetenschappelijke naam van de soort is, als Papilio palatinus, voor het eerst geldig gepubliceerd in 1777 door Pieter Cramer. De soort werd in 1995 door Lamas in het geslacht Athis geplaatst.
De soort komt voor in het Neotropisch gebied.

## Ondersoorten
- Athis palatinus palatinus (Suriname, Trinidad)
  - = Aciloa pallida Lathy, 1922
  - = Castnia palatinus Rothschild, 1919
  - = Athis palatinus pallida Lamas, 1995
- Athis palatinus ferruginosa (Lathy, 1922) (Peru)
  - = Aciloa ferruginosa Lathy, 1922
- Athis palatinus palatinoides (Houlbert, 1917) (Peru)
  - = Castnia palatinoides Houlbert, 1917
- Athis palatinus staudingeri (Druce, 1896) (Panama)
  - = Castnia staudingeri Druce, 1896